# Вязовск (Дубровский район)
Вязовск (Вязовская, Вязовка) — деревня в Дубровском районе Брянской области, в составе Рековичского сельского поселения. Расположена в 5 км к востоку от железнодорожной станции Рековичи, на правом берегу Десны. Население — 61 человек (2010).

## История
Упоминается с XVII века в составе Пацынской волости Брянского уезда. В XVIII веке — владение Лопухиных, Мясоедовых, позднее также Воеводских, Римских-Корсаковых и др.; входила в приход села Голубеи.
С 1861 по 1924 входила в Салынскую волость Брянского (с 1921 — Бежицкого) уезда; позднее в Дубровской волости, Дубровском районе (с 1929). До 1954 в Берестокском сельсовете, в 1954—1966 — в Давыдченском.